# Phyllonorycter mespilella
Phyllonorycter mespilella är en fjärilsart som först beskrevs av Jacob Hübner 1805.  Phyllonorycter mespilella ingår i släktet guldmalar, och familjen styltmalar.
Artens utbredningsområde är:
- Österrike.
- Belgien.
- Lettland.
- Litauen.
- Tjeckien.
- Slovakien.
- Frankrike.
- Tyskland.
- Ungern.
- Irland.
- Italien.
- Marocko.
- Nederländerna.
- Polen.
- Portugal.
- Rumänien.
- Spanien.
- Schweiz.
- Tunisien.
- Turkiet.
- Ukraina.
- Kroatien.

Inga underarter finns listade i Catalogue of Life.

## Bildgalleri

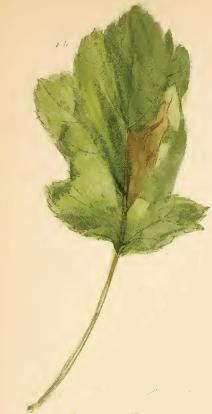
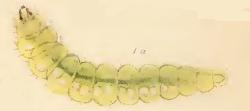